# Israel Washburn
Israel Washburn, Jr., född 6 juni 1813 i Livermore, Massachusetts (i nuvarande Maine), död 12 maj 1883 i Philadelphia, Pennsylvania, var en amerikansk politiker. Han var ledamot av USA:s representanthus 1851–1861 och Maines guvernör 1861–1863. Han var bror till Elihu B. Washburne, Cadwallader C. Washburn och William D. Washburn.
Washburn studerade juridik och inledde 1834 sin karriär som advokat i Orono. Han var ledamot av Maines representanthus 1842–1843. År 1848 kandiderade han utan framgång till USA:s representanthus men två år senare lyckades han däremot bli invald. År 1852 omvaldes han ännu som Whigpartiets kandidat men bytte sedan parti till det 1854 grundade Republikanska partiet.
År 1861 efterträdde han Lot M. Morrill som guvernör och efterträddes 1863 av Abner Coburn. Universalisten Washburn avled 1883 i Philadelphia och gravsattes på Mount Hope Cemetery i Bangor. Orten Washburn i Maine har fått sitt namn efter Israel Washburn.